# Arnold Poll
Arnold Johann Poll (* 14. September 1925 in Gey; † 16. April 2016 in Houverath) war ein deutscher römisch-katholischer Priester. Er war von 1980 bis 2000 Präsident des Kindermissionswerks „Die Sternsinger“.

## Leben
Arnold Poll wurde als Achtzehnjähriger zum Kriegsdienst eingezogen und war von 1943 bis 1945 Soldat an der Ostfront. 1945 geriet er in sowjetische Kriegsgefangenschaft und kehrte erst 1949 aus Sibirien zurück. 1950 holte er sein Abitur nach und trat in das Collegium Albertinum ein, wo er noch im selben Jahr Mitglied der Theologenverbindung V.k.Th. Burgundia wurde. Nach dem Studium der Katholischen Theologie und Philosophie in Bonn, München und Aachen empfing er 1956 die Priesterweihe. Er war Kaplan in St. Stephan in Krefeld (1956–1958) und in St. Peter in Hinsbeck am Niederrhein (1958–1966).
1966 wurde er Pfarrer von St. Laurentius in Houverath, einem Stadtteil von Erkelenz, und Regionalpfarrer der im Aufbau befindlichen Region Erkelenz-Geilenkirchen-Heinsberg. Von 1968 bis 1984 war er deren erster Regionaldekan und zudem von 1970 bis 1980 Missio-Diözesandirektor im Bistum Aachen.
1980 wurde Arnold Poll zum Präsidenten des Kindermissionswerks „Die Sternsinger“ mit Sitz in Aachen ernannt und leitete damit die Sternsingeraktion in Deutschland. Unter seiner Leitung verdoppelte sich die Zahl der teilnehmenden Pfarrgemeinden an der Sternsingeraktion. Das Spendenaufkommen stieg in seinen zwanzig Amtsjahren von zwölf Millionen 1979 auf rund 106 Millionen Deutsche Mark 1999. Mit dem damaligen Präsidenten des Deutschen Fußball-Bundes (DFB), Egidius Braun, initiierte er eine Partnerschaft zur Förderung von Projekten der Sternsinger. Mit Bundeskanzler Helmut Kohl vereinbarte er den alljährlichen Empfang der Sternsinger durch den Bundeskanzler im Bundeskanzleramt, mit Richard von Weizsäcker den alljährlichen Empfang der Sternsinger durch den Bundespräsidenten – bis heute weitergeführte Bräuche. Von 1986 bis 1991 war er Vertreter der katholischen Kirche im Deutschen Komitee der UNICEF.
Sein Verein „Kinder in die Mitte e. V.“ engagiert sich für Waisen, Straßenkinder und kranke Kinder in der ganzen Welt. Er ist Namensgeber und Initiator der „Prälat-Arnold-Poll-Stiftung“. Aufgrund seines Engagements für die Sternsinger wurde er auch als „Vater der Sternsinger“ bezeichnet.
Arnold Poll engagierte sich für zahlreiche Sozialprojekte im Heiligen Land. 1982 wurde er vom Kardinal-Großmeister Maximilien Kardinal de Fürstenberg zum Ritter des Ritterordens vom Heiligen Grab zu Jerusalem ernannt und am 11. Dezember 1982 im Aachener Dom durch Bischof Franz Hengsbach, Großprior der deutschen Statthalterei, investiert. Er war Komtur des Päpstlichen Laienordens.
Am 25. April 2016 fanden die Exequien für den verstorbenen Priester in St. Laurentinus Houverath statt, gehalten von seinem Freund Albert Malcolm Kardinal Ranjith Patabendige Don, Erzbischof von Colombo, Sri Lanka.
Die Stadt Erkelenz gedachte in einer Sondersitzung des Stadtrates im Alten Rathaus ihres verstorbenen Priesters und Ehrenbürgers. Gewürdigt wurde er als Seelsorger, der „nahe an den Menschen war“, den alle nur „unseren Pastor“ nannten.

## Ehrungen und Auszeichnungen
- Päpstlicher Ehrenprälat durch Papst Johannes Paul II. (1980)
- Ritter vom Heiligen Grab (1982; Rangerhöhung zum Komtur 2001)
- Bundesverdienstkreuz I. Klasse des Verdienstordens der Bundesrepublik Deutschland (1989)
- Großes Bundesverdienstkreuz des Verdienstordens der Bundesrepublik Deutschland (2001)
- Ehrenbürgerwürde der Stadt Erkelenz (2004)